# رونالد كامبل غان
رونالد كامبل غان (بالإنجليزية: Ronald Campbell Gunn)‏ هو عالم نبات وسياسي أسترالي وجنوب أفريقي، ولد في 4 أبريل 1808 في كيب تاون في جنوب أفريقيا، وتوفي في 13 مارس 1881 في أستراليا. انتخب عضو المجلس التشريعي التاسماني ‏ عن دائرة Electoral division of Launceston ‏ (27 يوليو 1855 – 7 فبراير 1856) وانتخب عضو مجلس نواب تسمانيا عن دائرة Electoral district of Selby ‏ (13 سبتمبر 1856 – 28 يونيو 1860).